# FC Sønderborg
FC Sønderborg er en dansk fodboldklub hjemmehørende i Sønderborg i Sønderjylland. FC Sønderborg spiller sine hjemmekampe på Sønderborg Stadion i Sønderborg.